# Alpiq Holding

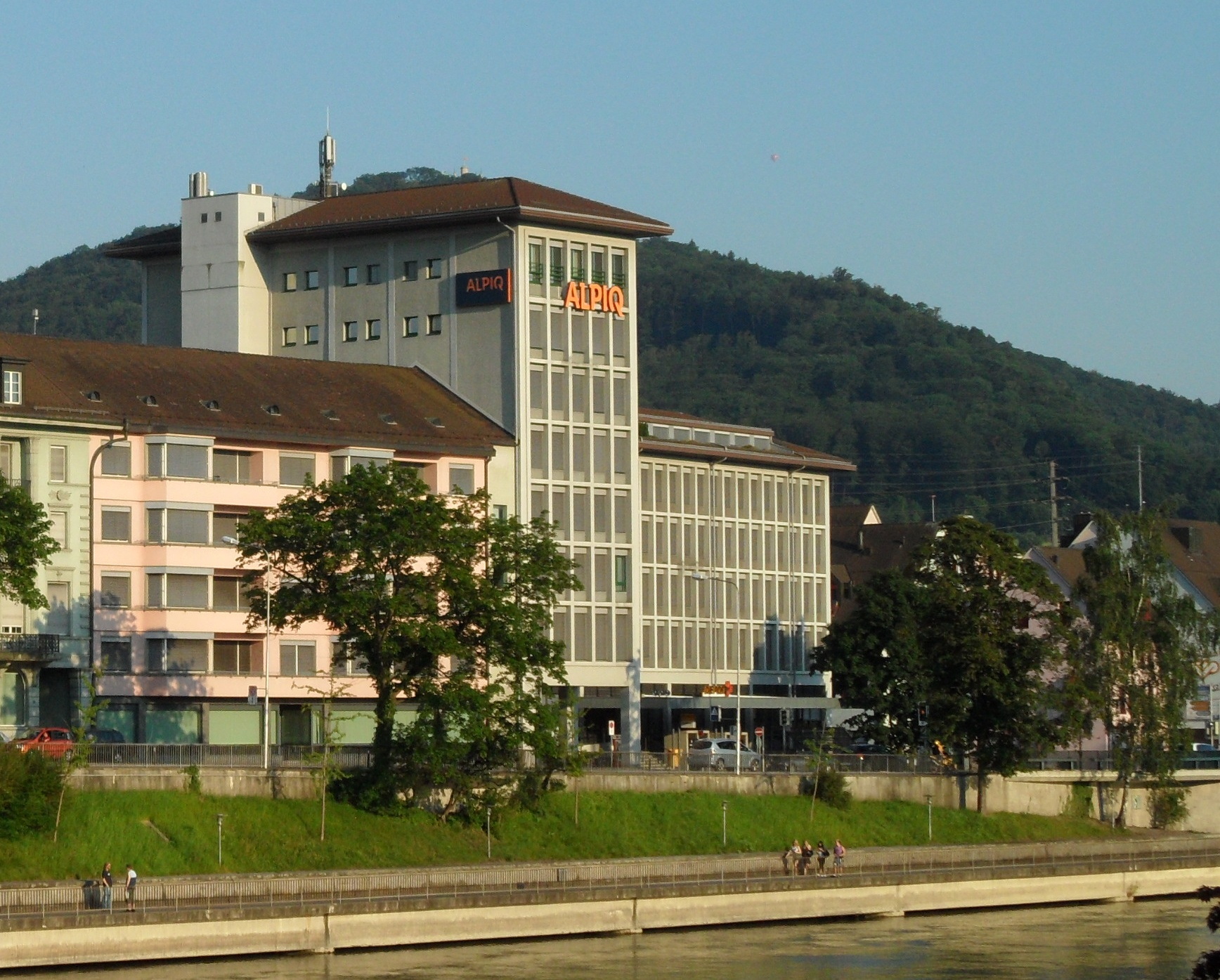
Alpiq-Gebäude (ehemaliger Atel-Hauptsitz) in Olten, 2010.

Die Alpiq Holding AG ist ein international tätiger Schweizer Energiekonzern mit Sitz in Lausanne. Das Unternehmen ging aus dem Zusammenschluss der Atel Holding AG (Aare-Tessin AG für Elektrizität) und der EOS S.A. (Energie Ouest Suisse) hervor und nahm die operative Tätigkeit am 1. Februar 2009 auf.
Der Energiekonzern beschäftigt rund 1200 Mitarbeiter, ist in den meisten Ländern Europas tätig und gilt als systemrelevant.

## Geschichte
Das Unternehmen entstand im Februar 2009 aus dem Zusammenschluss der Energie Ouest Suisse (EOS) und der Aare-Tessin AG für Elektrizität (Atel).
Im Jahr 2011 betrug der Jahresverlust 1,3 Milliarden Franken. Im Zeitraum von 2012 bis 2016 ging der Umsatz des Unternehmens um mehr als die Hälfte zurück, und Alpiq machte weiterhin starke Verluste. Grund hierfür war, dass Alpiq keine Endkunden versorgt, sondern den erzeugten Strom im Grosshandel vertreibt, wo die erzielbaren Preise damals unter den Erzeugungskosten lagen. Weiterhin wurde Wasserkraft, im Gegensatz zu anderen erneuerbaren Energien, nicht vom Staat unterstützt. Alpiq kündigte deswegen im März 2016 an, 49 % an den Wasserkraftwerken verkaufen zu wollen, jedoch fand sich kein Käufer.
Im März 2018 erwarb Bouygues für über 800 Millionen Schweizer Franken das Energiedienstleistungsgeschäft von Alpiq. Nach Uneinigkeiten über den endgültigen Anpassungsbetrag kam es zu einem Schiedsgerichtsverfahren. Dieses wurde 2020 beendet und Alpiq erstattete über 50 Millionen Schweizer Franken an Bouygues.
Bis zum Jahr 2019 besaß Alpiq auch zwei Kohlekraftwerke in Tschechien, bis diese Ende August 2019 an die Seven Energy Group des Investors Pavel Tykač übergingen, da Alpiq zunehmend in erneuerbare Energien investieren will. Alpiq versuchte die beiden Kraftwerke bereits seit 2012 zu veräussern, erhielt jedoch keine annehmbaren Angebote.
Auf der Medienkonferenz Anfang April 2019 wurde bekannt gegeben, dass die EDF ihre Alpiq-Anteile verkauft und die zuvor per September 2020 gekündigte Konsortialvereinbarung vorzeitig verlässt. Bis Ende Mai 2019 übernahmen die EOS Holding und Primeo Energie je die Hälfte des Aktienpakets, finanziert durch ein Pflichtwandeldarlehen der Credit-Suisse-Anlagestiftung CSA Energie-Infrastruktur Schweiz. Angestrebt wurde die Dekotierung der Alpiq-Aktien von der Six Swiss Exchange mittels Squeeze-out, sowie die Aufteilung des Alpiq-Aktienkapitals. Das Dekotierungsgesuch wurde am 26. November 2019 von der Six Exchange Regulation bewilligt und die Dekotierung auf den 17. Dezember 2019 festgesetzt. Am letzten Tag an der Börse lag der Kurs bei ungefähr 70 Schweizer Franken.

## Unternehmen
Die Alpiq Holding SA ist eine Aktiengesellschaft nach Schweizer Obligationenrecht (OR) mit Sitz in Lausanne. Sie ist als Betreiberin mehrerer Kraftwerke tätig in den Bereichen Energiegewinnung und Energiehandel.
Die Geschäftsbereiche der Alpiq Holding sind gegliedert in Schweiz, International und Trading. Der Bereich Schweiz beinhaltet den Betrieb von Kraftwerken für Wasserkraft, Kernenergie, Windenergie, Photovoltaik und Kleinwasserkraft, sowie die Entwicklung neuer Windpark- und Photovoltaikprojekte in der Schweiz. Der Bereich International beinhaltet die Kraftwerke an den anderen europäischen Standorten. Ausserdem ist dieser Bereich zuständig für die Direktvermarktung und das Energiemanagement für Kunden. Der Geschäftsbereich Trading ist zuständig für den Verkauf auf dem europäischen Stromhandelsmarkt, sowie die Optimierung der eigenen Kraftwerke.
Geleitet wird die Alpiq Holding durch den Verwaltungsrat und die Geschäftsleitung. Der Verwaltungsrat ist verantwortlich für die Oberleitung und die strategische Ausrichtung der Alpiq Gruppe. Zum Verwaltungsrat gehören im Juli 2023 Johannes Teyssen (Präsident), Jean-Yves Pidoux (Vizepräsident), Conrad Ammann, Tobias Andrist, Aline Isoz, Ronald Trächsel und Jørgen Kildahl. Weiterhin ist der Verwaltungsrat für die Aufsicht der Geschäftsleitung verantwortlich. Zur Geschäftsleitung gehören Antje Kanngiesser (Geschäftsführung), Michael Wider (stellvertretende Geschäftsführung), Luca Baroni (Finanzchef), Lukas Gresnigt (Leiter des Bereichs International) und Navin Parasram (Leiter des Geschäftsbereichs Trading).

### Standorte
Alpiq ist in verschiedenen Ländern in Europa aktiv. Neben dem Stammsitz in der Schweiz betreibt das Unternehmen weitere Kraftwerke an mehreren Standorten in Italien, Spanien, Frankreich und Ungarn. Die verschiedenen Kernkraft- und Wasserkraftwerke befinden sich in der Schweiz, die Kraftwerke für neue erneuerbare Energien befinden sich in der Schweiz, Italien und Frankreich. Alpiq ist in Italien, Spanien und Ungarn mit bis zu 100 % an Gas-Kombikraftwerken beteiligt. Weitere Niederlassungen befinden sich in Tschechien, Deutschland und in den nordischen Ländern. Ausserdem ist Alpiq mit der Entwicklung eines neuen Windparks in Schweden vertreten.

### Unternehmenszahlen
Im Geschäftsjahr 2023 erwirtschaftete Alpiq einen Umsatz von 8,4 Milliarden Schweizer Franken und beschäftigte durchschnittlich 1221 Mitarbeiter. Die folgende Tabelle zeigt Unternehmenszahlen gemäss IFRS von Alpiq für die Jahre 2012 bis 2023:
| Jahr | Umsatz (Mio. Schweizer Franken) | Gew./Verl. (Mio. Schweizer Franken) | Beschäftigte |
| ---- | ------------------------------- | ----------------------------------- | ------------ |
| 2012 | 12.723                          | −1094                               | 10 039       |
| 2013 | 9.370                           | 18                                  | 7807         |
| 2014 | 8.058                           | −902                                | 8017         |
| 2015 | 6.715                           | −830                                | 8360         |
| 2016 | 6.078                           | 294                                 | 8557         |
| 2016 | 4.412                           | 260                                 | 1429         |
| 2017 | 5.525                           | 4                                   | 1504         |
| 2018 | 5.186                           | −63                                 | 1548         |
| 2019 | 4.099                           | −268                                | 1226         |
| 2020 | 3.905                           | 110                                 | 1258         |
| 2021 | 7.177                           | −271                                | 1266         |
| 2022 | 14.861                          | 111                                 | 1180         |
| 2023 | 8396                            | 1336                                | 1121         |

### Aktionariat
Die Alpiq Holding AG verfügt über ein Aktienkapital von über 331 103,64 Schweizer Franken, eingeteilt in 33 110 364 Namenaktien mit einem Nennwert von je 0,01 Schweizer Franken. Die drei Aktionärsgruppen EOS Holding SA, Schweizer Kraftwerksbeteiligungs-AG und das Konsortium der Schweizer Minderheitsaktionäre halten je ein Drittel der Alpiq-Aktien.
Anteile per 31. Dezember 2023:
- 33,33 % EOS Holding SA
- 33,33 % Schweizer Kraftwerksbeteiligungs-AG
- 19,91 % EBM (Genossenschaft Elektra Birseck)
- 06,44 % EBL (Genossenschaft Elektra Baselland)
- 02,12 % Eniwa Holding AG
- 01,79 % Aziende Industriali di Lugano (AIL) SA
- 01,12 % IBB Holding AG
- 01,00 % Regio Energie Solothurn
- 00,96 % WWZ AG.[21]

## Geschäftstätigkeit
Die Alpiq Holding AG ist eine unabhängige Stromproduzentin und Energiehändlerin. Alpiq ist aktiv in den Geschäftsfeldern Energieerzeugung, Energiehandel und Dienstleistungen. Zu den Kunden zählen mittelständische Unternehmen, Grossbetriebe und öffentliche Institutionen. Im europäischen Energiehandel ist Alpiq an allen grossen Strombörsen und Handelsplattformen vertreten.
Zur Stromgewinnung nutzt Alpiq Wasserkraft, Kernenergie, Erdgas und neue erneuerbare Energiequellen wie Kleinwasser-, Wind- und Solarkraftwerke. Alpiq verfügt über eine Produktion von 17 450 Gigawattstunden (GWh), welche sich wie folgt zusammensetzt:
- 4997 GWh konventionell, thermische Kraftwerke (29 %)
- 5380 GWh Wasserkraft (31 %)
- 516 GWh Kleinwasserkraft, Wind und Photovoltaik (3 %)
- 6557 GWh Kernkraft (37 %).[14]

### Kernkraftwerke
Das Unternehmen ist an zwei Kernkraftwerken beteiligt. Alpiq hält eine 40%-Beteiligung am schweizerischen Kernkraftwerk Gösgen (Leistung 1060 MW), dessen Geschäftsleitung sie zudem innehat. Am schweizerischen Kernkraftwerk Leibstadt (Leistung 1165 MW) hält sie 27,4 %. 2016 versuchte Alpiq, die Kernkraftwerke zu verkaufen, da die Produktionskosten der Kernkraftwerke über den damaligen Strompreisen lagen.

### Wasserkraftwerke
Alpiq betreibt und hält Beteiligungen an Speicher- und Flusskraftwerken in der Schweiz, dazu Kleinwasserkraftwerke in der Schweiz, Frankreich und Italien. Das in den Stauseen gespeicherte Wasser erlaubt die schnelle Erzeugung von Spitzenenergie in Zeiten starker Nachfrage. Den Grundbedarf an Strom, der jeden Tag verbraucht wird, liefern Flusskraftwerke. Mit einem kleinen Gefälle wird mit der Kraft grosser Wassermengen in den Flusskraftwerken Bandenergie (Grundlast) erzeugt.
Die für die Schweiz wichtigsten Speicherkraftwerke sind die Anlagen Grande Dixence mit einer Leistung von über 2000 Megawatt, sowie Nant de Drance mit einer Leistung von 900 Megawatt. Das Nant de Drance gehört mit seiner Leistung von 900 Megawatt zu einem der leistungsstärksten Pumpspeicherwerke der Schweiz. An beiden Anlagen hält Alpiq Beteiligungen, 60 % am Speicherkraftwerk Grance Dixence und 39 % an der Anlage Nant de Drance.
Alpiq besitzt und betreibt zudem verschiedene Flusskraftwerke an der Aare in den Kantonen Solothurn, Bern, Aargau und Wallis. Das Laufkraftwerk bei Flumenthal weist eine Leistung von 27 Megawatt auf und erzeugt pro Jahr 146 Millionen Kilowattstunden Strom. Das Laufkraftwerk Gösgen bei Niedergösgen ist mit einer Jahresproduktion von rund 300 Millionen Kilowattstunden und einer Leistung von 51,3 Megawatt eines der grössten Laufkraftwerke an der Aare. Am 23. September 2020 erhielt das Kraftwerk rückwirkend per 1. Januar 2020 eine neue Konzession für 70 Jahre. Das Laufkraftwerk Ruppoldingen erzeugt mit 23 Megawatt Leistung pro Jahr 115 Millionen Kilowattstunden und ist mit dem Schweizer Ökostrom-Label naturemade star zertifiziert.
Die Alpiq Holding betreibt folgende Speicherkraftwerke:
| Anlage                                                            | Standort                                  | Leistung MW | Jahresproduktion GWh | Beteiligung |
| ----------------------------------------------------------------- | ----------------------------------------- | ----------- | -------------------- | ----------- |
| Blenio Kraftwerke                                                 | Locarno TI, Schweiz                       | 400         | 835                  | 17 %        |
| Speicherkraftwerk Cleuson-Dixence (mit Anlage von Grande Dixence) | Bieudron, Riddes VS, Schweiz,             | 2069        | 2000                 | 72,7 %      |
| Speicherkraftwerk Emosson                                         | Martigny VS, Schweiz                      | 420         | 850                  | 50 %        |
| Speicherkraftwerk Gougra                                          | Anniviers VS, Schweiz                     | 168         | 643                  | 54 %        |
| Engadiner Kraftwerke                                              | Zernez GR, Schweiz                        | 410         | 1418                 | 22 %        |
| Grande Dixence (mit Anlage von Cleuson-Dixence)                   | Bieudron, Riddes VS, Schweiz,             | 2069        | 2000                 | 60 %        |
| Kraftwerke Hinterrhein                                            | Sils, Thusis, Bärenburg, Ferrara, Schweiz | 744         | 1368                 | 9,3 %       |
| Forces Motrices Hongrin-Léman S.A. (FMHL)                         | Veytaux VD, Schweiz                       | 480         | 1000                 | 39,3 %      |
| Maggia Kraftwerke                                                 | Locarno TI, Schweiz                       | 626         | 1265                 | 12,5 %      |
| Kraftwerk Electra-Massa                                           | Bitsch VS, Schweiz                        | 340         | 564                  | 34,5 %      |
| Nant de Drance                                                    | Finhaut VS, Schweiz                       | 900         |                      | 39 %        |
| Salanfe S.A.                                                      | Vernayaz VS, Schweiz                      | 70          | 110                  | 100 %       |
| Simplon Speicherkraftwerke                                        | Gondo, Gabi, Tannuwald, Schweiz           | 80          | 258                  | 81,97 %     |
| Speicherkraftwerke Zervreila                                      | Safien, Rothenbrunnen, Realta, Schweiz    | 266         | 550                  | 21,6 %      |

Neben den Speicherkraftwerken betreibt Alpiq zudem folgende Flusskraftwerke:
| Anlage                       | Standort                | Leistung MW | Jahresproduktion GWh | Beteiligung |
| ---------------------------- | ----------------------- | ----------- | -------------------- | ----------- |
| Kraftwerk Ruppoldingen       | Boningen, Schweiz       | 23          | 115                  | 100 %       |
| Kraftwerk Flumenthal         | Riedholz, Schweiz       | 27          | 146                  | 62,1 %      |
| Kraftwerk Gösgen             | Niedergösgen, Schweiz   | 51.3        | 300                  | 100 %       |
| Kraftwerk Ryburg-Schwörstadt | Rheinfelden, Schweiz    | 120         | 705                  | 13,5 %      |
| Kraftwerk Martigny-Bourg     | Martigny-Bourg, Schweiz | 22          | 89                   | 18 %        |

### Gas-Kombi- und Gasturbinenkraftwerke
Alpiq ist in Italien, Spanien und Ungarn mit bis zu 100 % an Gas-Kombikraftwerken beteiligt.
| Anlage         | Standort                             | Leistung MW | Jahresproduktion GWh | Beteiligung |
| -------------- | ------------------------------------ | ----------- | -------------------- | ----------- |
| Csepel         | Csepel, Ungarn                       | 403         | 500                  | 100 %       |
| Novel          | Novara, Italien                      | 100         | 602                  | 51 %        |
| Plana del Vent | Vandellos, Spanien                   | 846         | 662                  | 50 %        |
| San Severo     | San Severo (Provinz Foggia), Italien | 403         | 1421                 | 100 %       |
| Vercelli       | Vercelli, Italien                    | 40          |                      | 100 %       |

### Erneuerbare Energien
Neben den Wasserkraftwerken betreibt Alpiq auch Stromproduktion durch Windenergie, Kleinwasserkraft und Solarenergie. Für die Optimierung von bestehenden Anlagen sowie Planung, Bau, Betrieb und Unterhalt von neuen Anlagen arbeitet Alpiq mit Planungsbüros und Unternehmen in den verschiedenen Regionen zusammen. Folgende Tabelle gibt einen Überblick über die Kleinwasserkraftwerke, an welchen Alpiq beteiligt oder in deren Besitz ist:
| Anlage                     | Standort                         | Leistung MW | Jahresproduktion GWh | Beteiligung |
| -------------------------- | -------------------------------- | ----------- | -------------------- | ----------- |
| Alagna Valsesia            | Alagna Valsesia, Italien         | 4,6         | 9                    | 90 %        |
| Bätterkinden               | Bätterkinden, Schweiz            | 0,37        | 2,47                 | 65 %        |
| Brüggmühle und Sittermühle | Bischofszell, Schweiz            | 0,283       | 1,22                 | 100 %       |
| Buchholz                   | Gossau SG, Schweiz               | 0,14        | 0,53                 | 23 %        |
| Cotlan                     | Rüti, Schweiz                    | 2,6         | 12,5                 | 60 %        |
| Büttenen 1&2               | Grellingen, Schweiz              | 0,895       | 5,43                 | 100 %       |
| Eisenhammer                | Flawil, Schweiz                  | 0,24        | 0,84                 | 100 %       |
| Freienstein                | Freienstein, Schweiz             | 0,61        | 2,27                 | 18 %        |
| Grüneta                    | Müllheim, Schweiz                | 0,198       | 1,41                 | 100 %       |
| Hagerhüsli                 | Bätterkinden, Schweiz            | 0,5         | 2,85                 | 65 %        |
| Hämmerli                   | Lenzburg, Schweiz                | 0,1         | 0,5                  | 23 %        |
| Hüscherabach               | Hüscherabach, Schweiz            | 1,9         | 6,1                  | 60 %        |
| Lavinuoz                   | Lavin, Schweiz                   | 2,9         | 10,8                 | 25 %        |
| Le Bayet                   | Saint-Paul-sur-Isère, Frankreich | 2,5         | 6,2                  | 100 %       |
| Model                      | Weinfelden, Schweiz              | 0,418       | 2,51                 | 49 %        |
| Moos                       | Grellingen, Schweiz              | 0,88        | 5,74                 | 100 %       |
| Mühle Matzingen            | Matzingen, Schweiz               | 0,105       | 0,64                 | 100 %       |
| Mühle Meyerhans            | Weinfelden, Schweiz              | 0,42        | 2,45                 | 49 %        |
| Murkart                    | Frauenfeld, Schweiz              | 0,325       | 1,48                 | 100 %       |
| Nenzlingen                 | Nenzlingen, Schweiz              | 0,34        | 1,43                 | 100 %       |
| Peist                      | Arosa, Schweiz                   | 0,295       | 1,2                  | 51 %        |
| Riein                      | Riein, Schweiz                   | 0,015       | 0,07                 | 100 %       |
| Riva Valdobbia             | Riva Valdobbia, Italien          | 1,0         | 8,5                  | 90 %        |
| Seon                       | Seon, Schweiz                    | 0,072       | 0,41                 | 75 %        |
| Striempel                  | Langnau am Albis, Schweiz        | 0,014       | 0,046                | 100 %       |
| Tambobach                  | Splügen, Schweiz                 | 1,835       | 7,85                 | 70 %        |
| Tomils                     | Tomils, Schweiz                  | 0,038       | 0,129                | 100 %       |
| Trans                      | Trans, Schweiz                   | 0,022       | 0,09                 | 100 %       |
| Walzmühle                  | Frauenfeld, Schweiz              | 0,062       | 0,37                 | 100 %       |
| Widen                      | Weinfelden, Schweiz              | 0,77        | 4,4                  | 49 %        |

#### Solarkraftwerke
Alpiq betreibt mehrere Solarkraftwerke in der Schweiz, Frankreich und Italien. 2022 lancierte Alpiq zusammen mit der Gemeinde Gondo-Zwischbergen und der Energie Electrique du Simplon das Projekt Gondosolar zur Installation von Solarmodulen in Alpjerung bei der Gemeinde Gondo. Zudem ist Alpiq an weiteren Projekten zur Installation von hochalpinen Photovoltaikanlagen beteiligt, wie den Projekten Prafleuri und Grimentz Solaire.
| Anlage                          | Standort                                                                | Leistung MW | Jahresproduktion GWh | Beteiligung |
| ------------------------------- | ----------------------------------------------------------------------- | ----------- | -------------------- | ----------- |
| Photovoltaikanlage Kestenholz   | Kestenholz, Schweiz                                                     | 1,183       | 1,13                 | 100 %       |
| Photovoltaikanlage La Chaux     | La Chaux, Schweiz                                                       | 0,564       | 0,6                  | 100 %       |
| Photovoltaikanlage Ponthaux     | Ponthaux, Schweiz                                                       | 0,511       | 0,5                  | 100 %       |
| Photovoltaikanlage Ruppoldingen | Boningen, Schweiz                                                       | 0,111       | 0,1                  | 100 %       |
| Società Agricola Solar Farm 2   | Cammarata, San Michele di Ganzaria, Campofranco und Monte Mele, Italien | 5,190       | 7                    | 100 %       |
| Società Agricola Solar Farm 4   | Naro, Italien                                                           | 8,408       | 13,5                 | 100 %       |

#### Windkraftwerke
Alpiq betreibt Windkraftwerke in Italien, Frankreich und der Schweiz, wo Alpiq im Januar 2011 ihren ersten Windpark in Betrieb nahm. Zudem ist Alpiq in Schweden an der Entwicklung neuer Windparks beteiligt. Im Dezember 2020 haben Alpiq und das Schweizer Unternehmen Future Generation Renewable Energy (Fu-Gen) eine Miteigentümer-Vereinbarung für den von Alpiq entwickelten Windpark Tormoseröd im Südwesten Schwedens geschlossen. Bis 2023 besass Alpiq zudem einen Windpark in Bulgarien, dieser wurde jedoch zusammen mit Alpiq Wind Services an die Renalfa Gruppe verkauft.
| Anlage                     | Standort                                               | Leistung MW | Jahresproduktion GWh | Beteiligung |
| -------------------------- | ------------------------------------------------------ | ----------- | -------------------- | ----------- |
| Windpark Roca Rossa        | Caltanissetta, Palermo und Agrigento, Italien          | 84          | 127                  | 100 %       |
| Windpark Cers              | Béziers, Frankreich                                    | 11,5        | 36                   | 15 %        |
| Windpark Cattolica Eraclea | Caltanissetta, Palermo und Agrigento, Italien          | 40          | 56                   | 100 %       |
| Windpark Roussas-Gravières | Roussas, Frankreich                                    | 10,5        | 21                   | 100 %       |
| Windpark Le Peuchapatte    | Muriaux, Schweiz                                       | 6,9         | 13,5                 | 100 %       |
| Windpark Ennese            | Ramacca, Raddusa, Castel di Iudica und Assoro, Italien | 70,5        | 111                  | 100 %       |
| Windpark Monte Mele        | Realmonte und Agrigento, Italien                       | 9           | 12                   | 100 %       |

## Umwelt
2018 wurde bei Alpiq durchschnittlich 298 Gramm CO2-Äquivalente und 19 Kubikmillimeter Atommüll pro Kilowattstunde erzeugt. Unter den vier grössten Energiekonzernen in der Schweiz, neben Alpiq sind dies Axpo, BKW und Repower, schnitt Alpiq mit durchschnittlich 347 Umweltbelastungspunkten (UBP) am schlechtesten ab. Durch den Verkauf der letzten beiden Kohlekraftwerke in Tschechien im selben Jahr wurde der Ausschuss von CO2-Emissionen von Alpiq dadurch um 60 % gesenkt.
Beim Bau des Pumpspeicherkraftwerks Nant de Drance wurden insgesamt 22 Millionen Schweizer Franken in ökologische Ausgleichsmassnahmen investiert. Hierbei wurde mit dem WWF und Pro Natura zusammengearbeitet. Zu den Massnahmen gehörten vor allem die Wiederherstellung von Feuchtbiotopen, um die Wiederbesiedlung von gefährdeten oder seltenen Tier- und Pflanzenarten zu ermöglichen.
Weiterhin betreibt Alpiq ein Joint-Venture mit der Firma Hydrospider, welche am Wasserkraftwerk Gösgen eine Elektrolyseanlage für die Produktion von grünem Wasserstoff nutzt.
Auch an den unternehmenseigenen Kraftwerken betreibt Alpiq Umweltschutz. In Flüssen unterhalb von Wasserkraftwerken besteht oft ein Mangel an Geschiebe, welches als Lebensraum vieler aquatischer Lebewesen gilt. Um dem Geschiebedefizit in der Aare unterhalb des Wasserkraftwerks Ruppoldingen entgegenzuwirken und den Lebensraum zu schützen, schüttete Alpiq 2021 insgesamt 6000 Kubikmeter Kies in den Fluss. Das Wasserkraftwerk Ruppoldingen ist zudem mit dem naturemade star zertifiziert, die höchste Auszeichnung für Ökostrom in der Schweiz. Für jede mit Herkunftsnachweis verkaufte Kilowattstunde aus dem Kraftwerk wird Geld in die Alpiq-Ökofonds eingezahlt. Diese Gelder werden dann zur Unterstützung von ökologischen Aufwertungs- und Verbesserungsmassnahmen genutzt. Mehr als fünf Millionen Schweizer Franken wurden in solche Massnahmen investiert, darunter Revitalisierungsmassnahmen am Witibach in Grenchen und die ökologische Aufwertung an der Aare.